# Teoria della probabilità
La teoria della probabilità è lo studio matematico della probabilità.
I matematici si riferiscono alle probabilità come a numeri nell'intervallo da 0 a 1, assegnati ad "eventi" la cui ricorrenza è casuale. Le probabilità {\displaystyle P(E)} sono assegnate ad eventi {\displaystyle E} secondo gli assiomi della probabilità.
La probabilità che un evento {\displaystyle E} avvenga dato il verificarsi noto di un evento {\displaystyle F} è la probabilità condizionata di {\displaystyle E} dato {\displaystyle F}; il suo valore numerico è {\displaystyle P(E\cap F)/P(F)} (finché {\displaystyle P(F)} è diverso da zero).  Se la probabilità condizionale di {\displaystyle E} dato {\displaystyle F} è la stessa della probabilità ("non condizionale") di {\displaystyle E}, allora {\displaystyle E} ed {\displaystyle F} sono detti eventi indipendenti.  Che questa relazione tra  {\displaystyle E} e {\displaystyle F} sia simmetrica, può essere visto più chiaramente osservando che è la stessa cosa che dire {\displaystyle P(E\cap F)=P(E)P(F)}.
Due concetti cruciali nella teoria della probabilità sono quelli di variabile casuale e di distribuzione probabilistica di una variabile casuale. In altri termini descrivere in termini probabilistici o statistici un fenomeno aleatorio nel tempo, caratterizzabile dunque da una variabile aleatoria, vuol dire descriverlo in termini di densità di distribuzione di probabilità e dei suoi parametri di media o valore atteso e varianza.

## Una visione astratta della probabilità
I matematici ritengono che la teoria della probabilità sia lo studio di uno spazio astratto di probabilità (su cui sono ad esempio definite le variabili casuali o aleatorie), un approccio introdotto da Kolmogorov nel 1930 (anche detto approccio assiomatico).  Uno spazio di probabilità è una terna {\displaystyle (\Omega ,{\mathfrak {F}},P)}, dove:
- {\displaystyle \Omega } è un insieme non vuoto, a volte chiamato spazio campionario, in cui ognuno dei membri si può pensare come un potenziale risultato di un esperimento casuale. Per esempio, se 100 votanti devono essere estratti a caso tra tutti i votanti di un insieme e ad essi viene chiesto per chi voteranno, allora l'insieme di tutte le sequenze dei 100 votanti sarebbe lo spazio campionario {\displaystyle \Omega }.

- {\displaystyle {\mathfrak {F}}} è una σ-algebra di insiemi di {\displaystyle \Omega } i cui elementi sono chiamati eventi. Per esempio, l'insieme di tutte le sequenze di 100 elettori di cui almeno 60 voteranno per un certo candidato viene identitificato con l'"evento" che almeno 60 dei 100 elettori estratti voteranno in quel dato modo.  Dire che  {\displaystyle F} è una {\displaystyle \sigma -}algebra implica necessariamente che il complemento di ogni evento è un evento, e l'unione di ogni sequenza (finita o infinita numerabile) di eventi è un evento.

- {\displaystyle P} è una misura della probabilità in {\displaystyle F}, cioè una misura tale per cui {\displaystyle P(\Omega )=1}.

È importante notare che {\displaystyle P} è definita in {\displaystyle F} e non in {\displaystyle \Omega }. 
Con Ω numerabile possiamo definire {\displaystyle F:=} insieme di potenza{\displaystyle (\Omega )} che è banalmente una {\displaystyle \sigma -}algebra ed il più grande che si possa creare usando {\displaystyle \Omega }. 
In uno spazio discreto possiamo quindi omettere {\displaystyle F} e scrivere solo {\displaystyle (\Omega ,\,P)} per definirlo.
Se d'altra parte Ω è non numerabile e si usa {\displaystyle F=} insieme di potenza{\displaystyle (\Omega )} cadiamo nella difficoltà di definire la nostra misura di probabilità {\displaystyle P} perché {\displaystyle F} è 'immenso'. Quindi dobbiamo usare una {\displaystyle \sigma -}algebra {\displaystyle F} più piccola (per esempio l'algebra di Borel di {\displaystyle \Omega }). Si definisce questo tipo di spazio probabilistico uno spazio probabilistico continuo e ci porta alcuni problemi nella teoria della misura quando proviamo a definire {\displaystyle P}.
Una variabile casuale è una funzione misurabile da {\displaystyle \Omega } nei reali.  Per esempio, il numero di elettori che voteranno per un dato candidato nel campione di 100 dell'esempio precedente è una variabile casuale.
Se {\displaystyle X} è una variabile casuale,  l'insieme {\displaystyle \left\{\omega \in \Omega :X(\omega )\geq 60\right\}} è un "evento", e la notazione {\displaystyle P(X\geq 60)} è un'abbreviazione di {\displaystyle P\left(\left\{\omega \in \Omega :X(\omega )\geq 60\right\}\right)}.
Per una alternativa algebrica all'approccio di Kolmogorov, vedi algebra delle variabili casuali.

## Filosofia delle applicazioni della probabilità
Alcuni statistici assegneranno delle probabilità solo agli eventi che si pensano essere casuali, in base alle loro frequenze relative, o a sottoinsiemi di popolazione in relazione al tutto; questi sono frequentisti. Altri assegnano probabilità a proposizioni incerte o secondo gradi soggettivi di confidenza nella loro verità, o a livelli logicamente giustificabili di confidenza nella loro verità. Tali persone sono Bayesiani. Un Bayesiano può assegnare una probabilità alla proposizione che c'era vita su Marte un miliardo di anni fa, dal momento che questo è incerto; un frequentista non assegnerebbe una probabilità a tale proposizione, poiché non si tratta di un evento casuale che abbia una frequenza relativa a lungo termine.